# Château de La Roche-Guyon

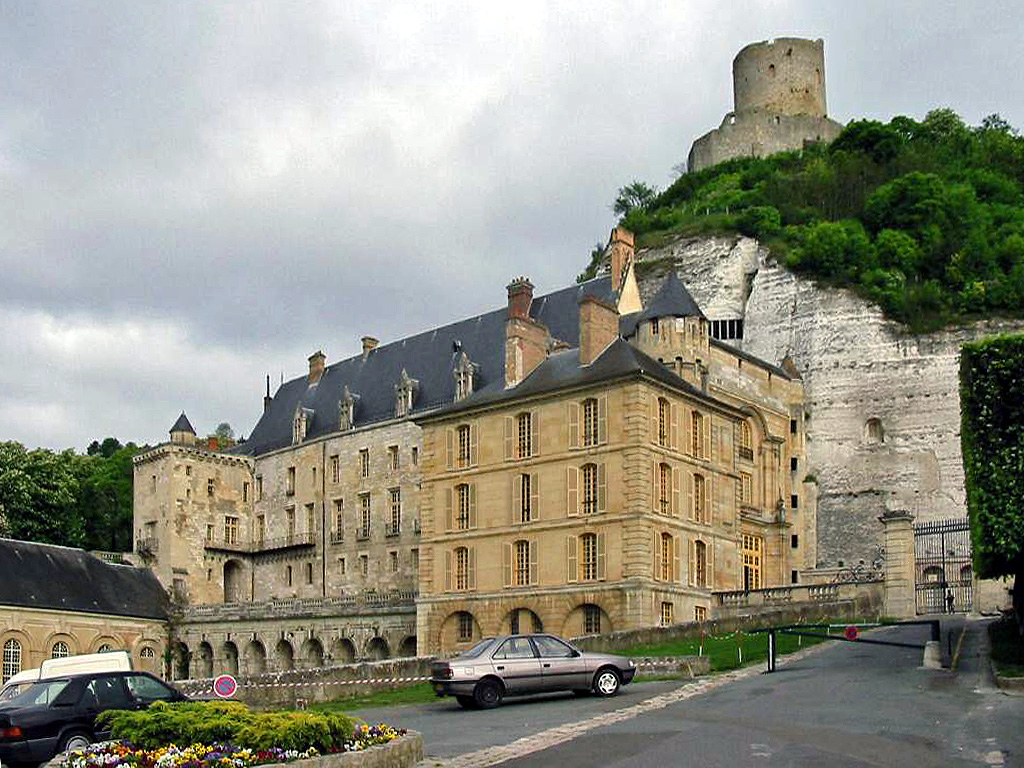
Vista parcial da fachada do Château de La Roche-Guyon.

O Château de La Roche-Guyon é um palácio francês localizado junto à margem esquerda do Rio Sena na comuna de La Roche-Guyon, departamento do Val-d'Oise, às portas da Normandia.
O antigo castelo forte em ruínas, dominado pela sua torre de menagem no alto duma colina, recebeu acrescentos importantes no século XVIII. No sopé da colina existe um jardim e horta à francesa: o jardim de hortaliças do Château de la Roche-Guyon.
Este Monumento Histórico, propriedade da Casa de La Rochefoucauld, é gerido actualmente por um estabelecimento público de cooperação cultural (EPCC), reagrupando o departamento do Val d’Oise, a comuna de La Roche-Guyon, a união mista de planeamento e gestão do Parque Natural do Vexin francês e o Estado.

## História

### As origens

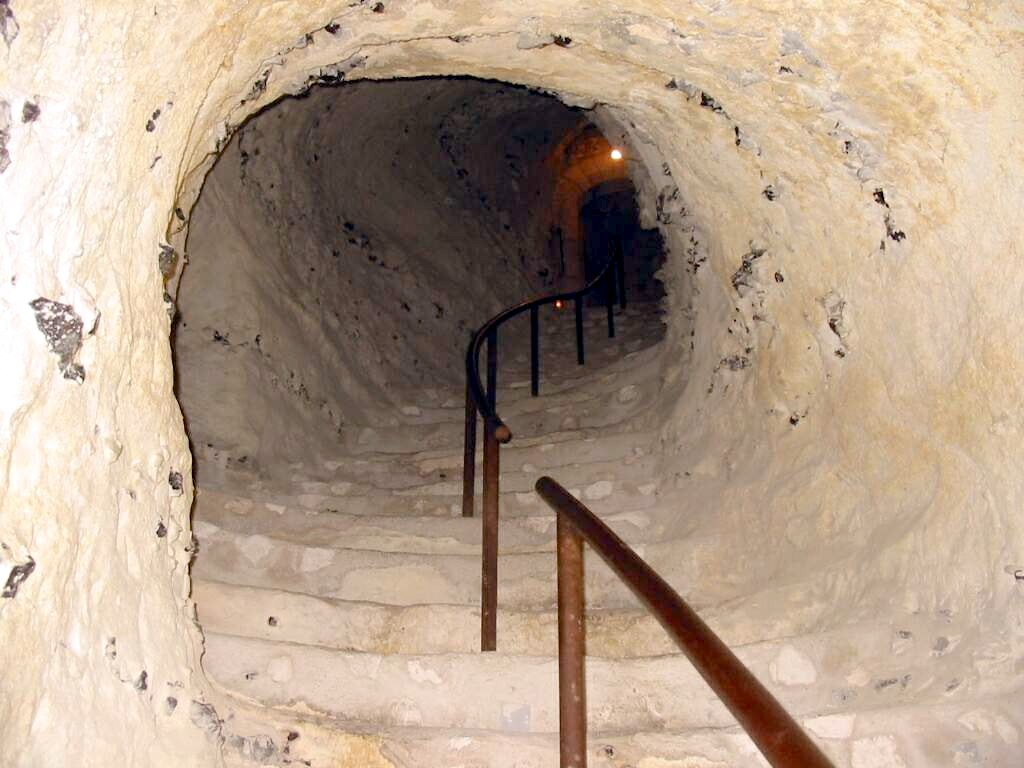
A escadaria, escavada no cré, que conduz à torre de menagem.

Provavelmente, existiu no local uma villa galo-romana por volta dos século III e IV, mas nenhuma descoberta atesta tal hipótese, embora o planalto do Vexin tenha sido ocupado desde a pré-história e se tenha assistido à implantação duma importante rede de villas galo-romanas no Vexin francês, particularmente em Rhus ou em Genainville. Nos primeiros tempos do Cristianismo, uma lenda conta que Pience, viúva do proprietário do domínio e a mais antiga personagem conhecida da história de La Roche, encontrou São Nicaise, o evangelizador do Vexin, contemporâneo de São Denis. Ela mandou, então, escavar um santuário no local do encontro, o qual seria a nave oeste da actual capela do palácio.
Uma pequena necrópole merovíngia desenterrada atesta a presença duma pequena comunidade humana durante a Alta Idade Média. 
No entanto, foi o Tratado de Saint-Clair-sur-Epte, concluido em 911, que colocou o lugar de La Roche numa posição estratégica excepcional de fronteira face ao Ducado da Normandia, na margem direita do Epte. Um castelo troglodita foi edificado para defender a Île-de-France, território real, no contexto da fortificação do Epte. Esta estrutura é descrita por Suger nestes termos: 
No alto dum promontório abrupto, dominando a margem do grande rio Sena, ergue-se um castelo horrível e sem nobreza chamado La Roche-Guyon. Invisível à sua superfície, encontra-se escavado na alta rocha. A hábil mão do construtor instalou na encosta da montanha, talhando a rocha, uma ampla residência provida de aberturas raras e miseráveis..
Cerca de 1190, foi edificada um torre de menagem, ligada ao castelo por uma escadaria subterrânea com uma centena de degraus escavados na falésia, dominando os vales do Sena e do Epte numa posição estratégica excepcional. No século XIII foi construído o solar em baixo, fazendo desaparecer pouco a pouco o castelo troglodita, com o conjunto a constituir, então, juntamente com a torre de menagem, uma notável fortaleza dupla.

### Os Guy de La Roche

Brasão dos Guy de la Roche.

Os membros da família Guy de La Roche foram os senhores do feudo do século X ao século XV. No século XII, Guy de la Roche é um fiel vassalo do rei Filipe-Augusto, que esteve no castelo em 1185 e recompensou a sua lealdade concedendo-lhe o direito de portagem para os barcos que navegavam no Sena e, depois, o direito exclusivo de caça partilhada com o rei na floresta de Arthies. Este senhor esteve presente na Batalha de Bouvines, em 1214, ao lado do rei. O direito de portagem proporcionou importantes rendas à família de La Roche, mas as obrigações incumbiam-nos de garantir a navegabilidade do rio, a manutenção das margens, a dragagem e, a partir de 1480, a sirga dos navios. Durante a Guerra dos Cem Anos, Guy VI de la Roche, familiar do delfim, casou com Perrette de La Rivière, filha Bureau de La Rivière, primeiro camareiro dos reis Carlos V (que morreu nos seus braços) e Carlos VI. No entanto, este senhor de La Roche foi morto em Azincourt o da 25 de Outubro de 1415 e a sua viúva tomou partido pelos Armagnacs, como os seus vizinhos do Château-Gaillard e dos Deux-Goulets. Em 1419, Rouen, no dia 13 de Janeiro, e depois Vernon, a 3 de Fevereiro, e Mantes, a 8 de Fevereiro, caíram nas mãos dos ingleses. Um destacamento dirigido por Richard de Beauchamp, Conde de Warwick, foi enviado frente a La Roche, mas foi surpreendido pela teimosa resistência encontrada: o castelo revelou-se impenetrável. Depois dum cerco de seis meses, Henrique V de Inglaterra, que permanecia em Mantes, solicitou uma entrevista à dama Perette: no dia 20 de Junho, ela devia capitular, com os ingleses a ameaçar minar as caves. Ela recebeu a proposta de deixar o castelo, ou de prestar juramento, o que recusou. Os cronistas Jean Jouvenel des Ursins e Enguerrand de Monstrelet relatam: 
Então, disse-lhe o senhor rei, se ela queria para ela e os seis filhos que eram jovens, prestar-lhe juramento, ele deixar-lhes-ia, a ela e aos seus ditos filhos, os seus móveis, terras e senhorios; se não ele teria o seu lugar e os seus bens; mas ela, movida duma nobre coragem, preferiu perder tudo e ir-se embora, desprovida de todos os bens, ela e os seus filhos, que se meter com os seus filhos nas mãos dos inimigos do reino e deixar o seu soberano senhor; assim, partiu com os seus filhos desprovida de todos os seus bens.
Deste modo, o castelo foi finalmente ocupado pelos ingleses, em 1419, e Perette de La Rivière juntou-se então à corte do "Rei de Bourges". O Rei de Inglaterra confiou o senhorio a Guy le Bouteillier, que o conservou até 1439. O seu filho sucedeu-lhe até 1449, data em que o castelo foi finalmente retomado por Guy VII de La Roche, filho da dama Perette.

### Do Renascimento ao século XVII

Brasão dos Silly, Condes de la Roche-Guyon.

Guy VII de La Roche faleceu em 1460 sem descendência masculina; em 1474, a sua filha Marie casou em segundas núpcias com o camareiro do rei Luís XI, Bertin de Silly. O feudo passou, então, para a família de Silly, que o manteve até 1628, período durante o qual começou uma importante fase de prosperidade. O castelo perdeu a sua função defensiva e transformou-se numa residência que acolhe personalidades célebres, entre as quais se incluem até os reis de França Francisco I e Henrique IV. Em 1513, o feudo dos Silly é vasto: estende-se de Copières e Arthies a norte, até Rolleboise a sul, e de Aincourt e Guernes a leste, até Limetz a oeste. O senhor detém o direito de justiça e recolhe os impostos e receitas. 
Em 1628, o domínio entra na posse da família Rohan-Chabot e, por fim, passa para a família La Rochefoucauld, em 1659, pelo casamento de Jeanne du Plessis-Liancourt com François VII de La Rochefoucauld (1634-1714). O palácio permaneceu nesta família até aos nossos dias, com excepção do período de 1816 a 1829, quando pertenceu aos Duques de Rohan.

### O século XVIII

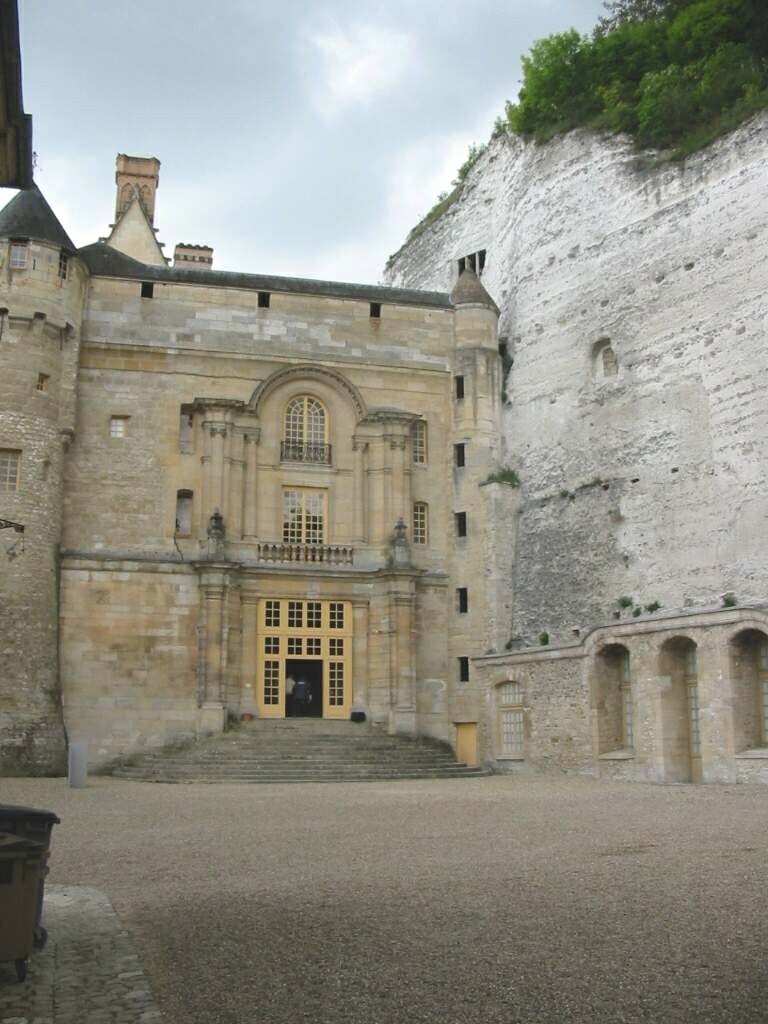
A entrada monumental do palácio e a imponente falésia de cré.

No século XVIII, foram empreendidos grandes trabalhos no castelo e na aldeia pelo Duque Alexandre de La Rochefoucauld (1690-1762), sexto filho de François VIII de La Rochefoucauld e de Madeleine Le Tellier de Louvois. Em seguida, estas obras foram prosseguidos pela sua filha, Marie-Louise de La Rochefoucauld (1716-1797), Duquesa de Enville. O velho solar de La Roche-Guyon, de origem medieval, já não satisfazia as necessidades do duque e da sua mãe, filha de Louvois, habituados aos faustos da Corte. 
Em 1733, o castelo foi dotado duma entrada monumental barroca, aberta na sua muralha leste, a qual dá para uma grande escadaria que conduz à sala dos guardas e às salas de recepção. Em 1739, o cour d'honneur foi rodeado por alas comuns que substituíram os antigos edifícios medievais. 
No entanto, o pátio baixo ainda conservava a sua aparência medieval, sendo, por isso, decidido renová-lo igualmente. O duque convidou o arquitecto Louis Villars, o qual edificou cavalariças a leste entre 1740 e 1745, muito semelhantes às do Château de Chantilly, tanto pelo seu estilo como pelas suas dimensões; a porta central é encimada por um cavalo esculpido por Jamay. Foi instalada uma grande grade de entrada, coroada pela coroa ducal e pelas armas dos La Rochefoucauld. 
Dois pavilhões novos foram, em seguida, acrescentados ao castelo, o Pavilhão Villars (ou Pavilhão Fernand), no lugar duma antiga torre redonda, a leste e o Pavilhão de Enville, construído em "L" sobre um pátio, a oeste. Em 1741, foi criado um pequeno observatório no terraço ocidental.
O salão da duquesa é muito frequentado pelos grandes espíritos do Século das Luzes, como Turgot, que permaneceu no palácio durante sete meses, em 1776, depois da sua desgraça, Condorcet (em 1785 e 1791), o agrónomo inglês Arthur Young, o pintor Hubert Robert, que por um momento teve um atelier no palácio, ou ainda d'Alembert, os Choiseul e os Rohan.
No dia 2 de Outubro de 1793, Conselho Geral de Seine-et-Oise ordenou a destruição da torre de menagem a fim de evitar que ela caísse nas mãos dos contra-revolucionários. Um terço da torre de menagem foi arrasado, passando a medir não mais que os vinte metros dos nossos dias, mas o trabalho não foi acabado, pois os trabalhadores, ao que parece, logo se cansaram desta tarefa. As pedras caídas constituíram, então, materiais baratos e serviram para construir outros edifícios na aldeia, coisa corrente nessa época em que a pedra era rara e cara.

### O século XIX
Em 1819, Lamartine passou a semana santa em La Roche-Guyon, onde escreveu uma das suas Meditações Poéticas.
Em 1821, e depois em 1835, Victor Hugo esteve na aldeia; a primeira vez como convidado no palácio pelo Cardeal de Rohan, que le encontrara dois anos antes no Seminário de Saint-Sulpice, e catorze anos mais tarde no albergue.

### O século XX

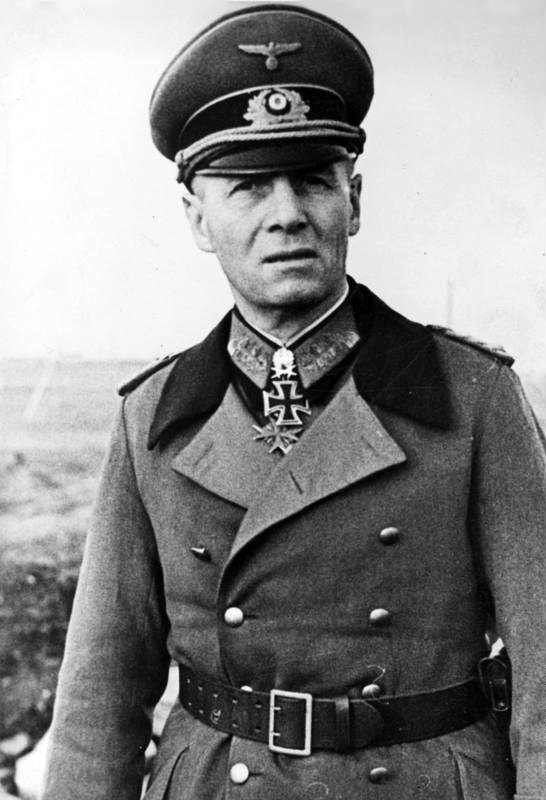
Erwin Rommel em Dezembro de 1943.

O Château de La Roche-Guyon foi ocupado, a partir de Fevereiro de 1944, pelo Estado-Maior do Generalfeldmarschall Erwin Rommel, o qual tinha sido nomeado anteriormente como responsável pela defesa das costas francesas contra o desembarque aliado que se anunciava. Aquele brilhante oficial escolheu o palácio como sede do seu quartel-general, devolvendo-lhe, assim, provisoriamente a sua vocação militar.
Foram escavados subterrâneos ao pé do penhasco, onde foram guardadas munições. Separados por espessas paredes de cré, são protegidos ainda por portas blindadas; foram ainda colocados pára-estilhaços em betão ao longo do palácio. O marechal Rommel instalou-se no Pavilhão de Enville, escolhendo como gabinete de trabalho o grande salão, prolongado pelo seu terraço plantado com roseiras. A família de La Rochefoucauld vivia, então, no andar superior. Segundo o testemunho dos habitantes locais, Rommel não era um nazi, não aparecendo na aldeia qualquer bandeira com a cruz suástica e sendo corrente apenas a saudação militar em vez da saudação hitleriana.
Desde o início de 1944, Rommel sabia que a derrota nazi era inevitável. No decorrer dum encontro secreto com Carl-Heinrich von Stülpnagel, comandante-em-chefe do exército alemão na França, os dois homens chegaram a acordo sobre a necessidade de reverter o regime nazi e de pôr fim à guerra. No entanto, as suas posições sobre os meios divergiam: Rommel temia uma guerra civil em caso de assassinato de Adolph Hitler. Durante as semanas que se seguiram, desenrolaram-se numerosos encontros secretos no palácio: quase todos os dias chegavam personalidades do Reich para se exprimirem livremente no oásis do Estado-Maior de Rommel, longe das garras da Gestapo..
Tendo partido de licença, no dia 4 de Junho de 1944, para perto de Ulm, na Baviera, Rommel regressou precipitadamente para La Roche-Guyon com a notícia do desembarque aliado na Normandia. Reencontrou Hitler, no dia 17 de Junho, perto de Soissons e, alegadamente, terá pretendido atraí-lo a La Roche com a intenção de mandá-lo prender; no entanto, o ditador preferiu regressar à Alemanha. No dia 17 de Julho, ao regressar duma visita de inspecção da frente na Normandia, a viatura de Rommel foi metralhada por dois aviões aliados na estrada para Livarot, em Vimoutiers, perto de Sainte-Foy-de-Montgommery. O motorista foi ferido mortalmente e a viatura despistou-se, tendo o general ficado gravemente ferido no acidente. Foi levado para o hospital militar de Bernay, de onde foi evacuado após cinco dias de coma para o de Vézinet, antes de ser transferido a seu pedido para a Alemanha, para junto da sua família. O marechal Hans Günther von Kluge chegou a La Roche, no dia 19 de Julho, para substitui-lo nas suas funções. No decorrer dum jantar no palácio, no dia 20 de Julho, von Kluge recusou aliar-se às ideias de von Stulpnagel, que visavam apoiar a rebelião e capitular. Na sequência do fracasso do atentado contra Hitler no dia 20 de Julho, von Kluge suicidou-se, no dia 18 de Agosto, e Rommel, acusado de alta traição, recebeu ordem para se suicidar no dia 30 de Outubro de 1944, a fim de preservá-lo, e à sua família, duma detenção e duma condenação à morte.
No dia 18 de Agosto de 1944, o exército alemão evacuou a aldeia. La Roche-Guyon sofreu, então, um inútil bombardeamento aliado na noite de 25 de Agosto, quando já todos os alemães tinham deixado o lugar; sessenta e quatro bombas atingiram a aldeia e oito o palácio. O bombardeamento aniquilou as alas comuns do palácio, o tecto das cavalariças colapsou e o próprio palácio foi esventrado.
Depois da guerra, foram realizados extensos restauros com prioridade, tendo o domínio sido classificado como Monumento Histórico no dia 6 de Janeiro de 1943. Começou por se fazer drenagens de água nas partes menos afectadas, após o que os trabalhos se sucederam: a torre quadrada em 1946, a cobertura da escadaria de honra e a passagem para a capela em 1948, uma parte dos interiores de 1948 a 1953, as cavalariças em 1956, as áreas comuns em 1959.
Vários cadeirões cobertos por tapeçarias da Savonnerie, adquiridos pelo Conde Moise de Camondo (1860-1935), estão conservados no "Museu Nissim de Camondo",em Paris.

## O palácio na literatura e na pintura

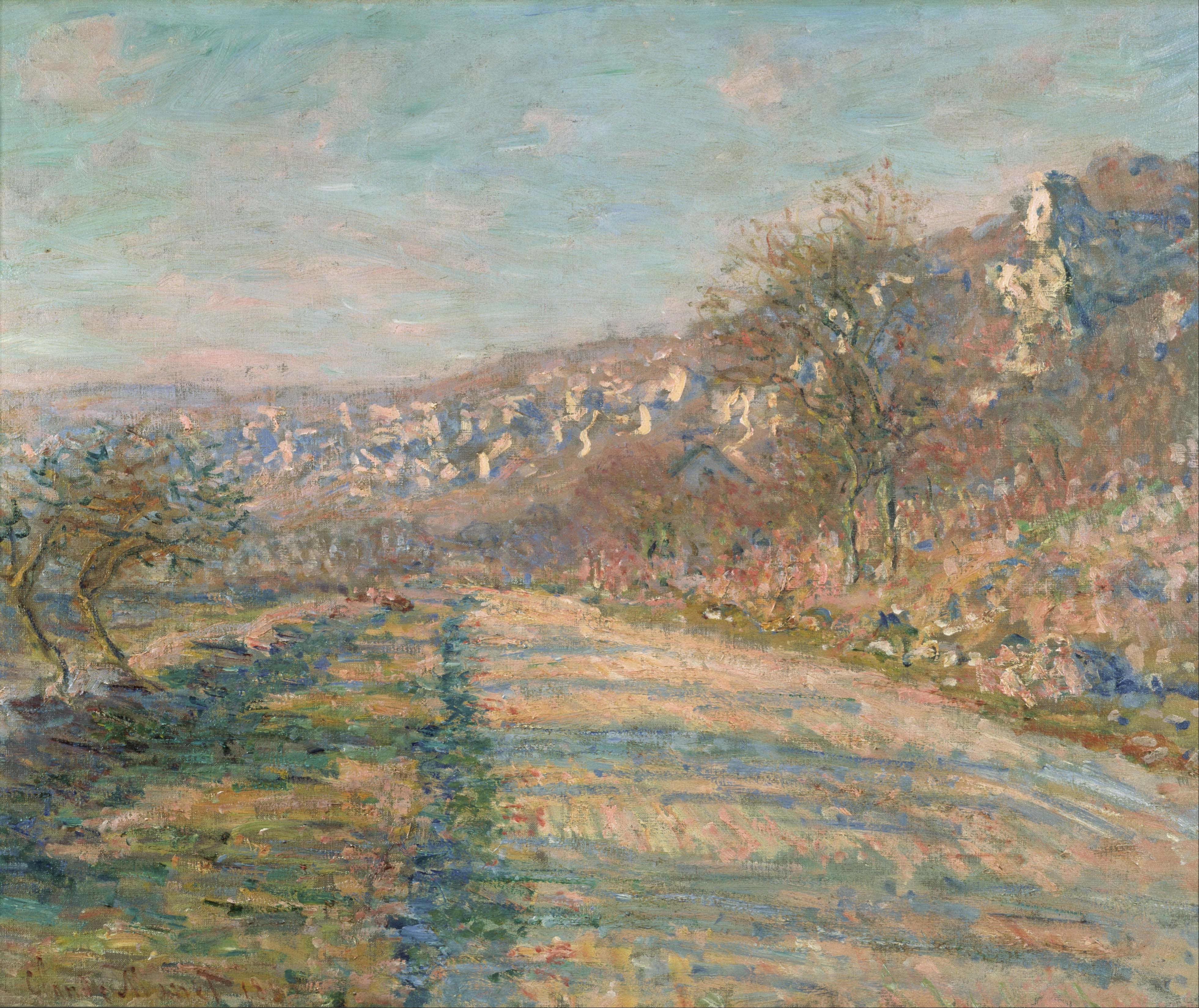
A estrada de La Roche-Guyon, 1880, por Claude Monet (Museu Nacional de Arte Ocidental, Tóquio).

No século XVIII, a colina de La Roche-Guyon e o seu castelo troglodita foram retratados como paisagens de pintura pitoresca pelo pintor Hubert Robert. No século XIX, Claude Monet, que residiu não muito longe, em Vétheuil e depois em Giverny, pintou igualmente paisagens de La Roche-Guyon e dos seus penhascos. No século XX, Georges Braque representou a aldeia em 1909, durante o seu período dito do cubismo analítico.
No século XIX, um dos seus proprietários e habitantes, o Duque e Cardeal Louis François Auguste de Rohan-Chabot (1788-1833), convidou para uma estadia o poeta, escritor, historiador e homem político Alphonse de Lamartine, que ali escreveu uma das suas mais admiráveis Meditações Poéticas: la Semaine sainte à la Roche-Guyon ("A Semana Santa em La Roche-Guyon").

## Jardim e horta do palácio
O Jardim de Hortaliças (potager) do Château de La Roche-Guyon é uma horta orgnizada como um jardim à francesa. Estende-se em frente ao palácio, entre a rua principal de La Roche-Guyon e o Sena. Foi inteiramente restaurado depois de quase um século de abandono total, reabrindo ao público no dia 5 de Junho de 2004.

### História
Este jardim à francesa, criado em 1741, ocupa um terreno plano de três hectares cercado por muros. Dispondo dum desenho inteiramente geométrico, é composto por quatro quadrados que alamedas, seguindo as diagonais e as medianas, dividem em 32 parterres triangulares. No centro de cada quadrado, encontra-se um tanque de rega. Esta disposição geométrica foi desejada pelos La Rochefoucauld, que partilhavam as ideias dos fisiocratas e dos enciclopedistas, os quais quiseram dar ao jardim de hortaliças um carácter científico e experimental, em vez fazerem um jardim de recreio. O jardim está enquadrado por dois pequenos bosques a leste e oeste. Foi plantado com 675 árvores frutíferas.
O restauro do jardim de hortaliças segundo o seu plano original, organizado sob a mestria de obra de Pierre-André Lablaude, arquitecto-chefe dos Monumentos Históricos, foi financiado pelo Conselho Regional da Île-de-France, por intermédio da Agência dos Espaços Verdes da Região da Ile-de-France e pelo Ministério da Cultura. O custo dos trabalhos, que demoraram três anos, elevou-se a 1,4 milhões de euros. 
Para a primeira sessão de abertura, e esperando que todas as plantações fossem realizadas, os parterres acolheram uma exposição de artistas e de paisagistas. Cada um dos quadrados foi consagrado a um dos quatro elementos fundamentais, o ar, a terra, a água e o fogo, e reagrupava flores e legumes imaginários e fantasmagóricos.

### A evolução do jardim restaurado

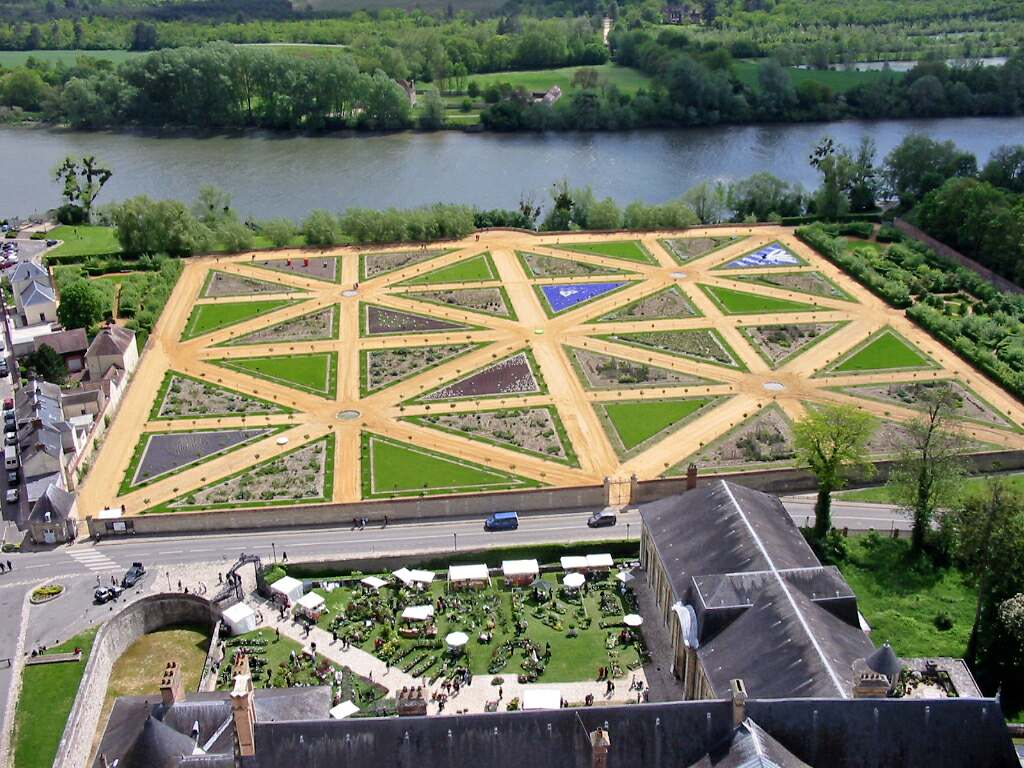
O jardim de hortaliças visto da torre de menagem do Château de La Roche-Guyon, com o Sena ao fundo.

Em 2007, três anos depois da sua abertura, o Estabelecimento Público de Cooperação Cultural (EPCC) do Château de La Roche-Guyon verifica uma constatação alarmante do dispendioso restauro do jardim: vários eixos de plantação sobrepõem-se e a horta-pomar vacila. O EPCC confiou, então, aos paisagistas Gilles Clément e Antoine Quenardel uma missão do Conselho e de acompanhamento para a valorização do conjunto e dos espaços exteriores do domínio.
Gilles Clément, num manifesto, criticou o restauro formal do jardim segundo o plano setecentista "que não corresponde em nada aos modos de gestão dos nossos tempos". Este restauro ideal, característico dos métodos dos serviços dos Monumentos Históricos, deu um jardin perceido como uma imagem, esvaziado do seu sentido, privado dos trinta jardineiros ocupados no século XVIII na manutenção da decoração, o jardim de hortaliças de La Roche-Guyon aparece como um desafio a uma sociedade económica em mão-de-obra.

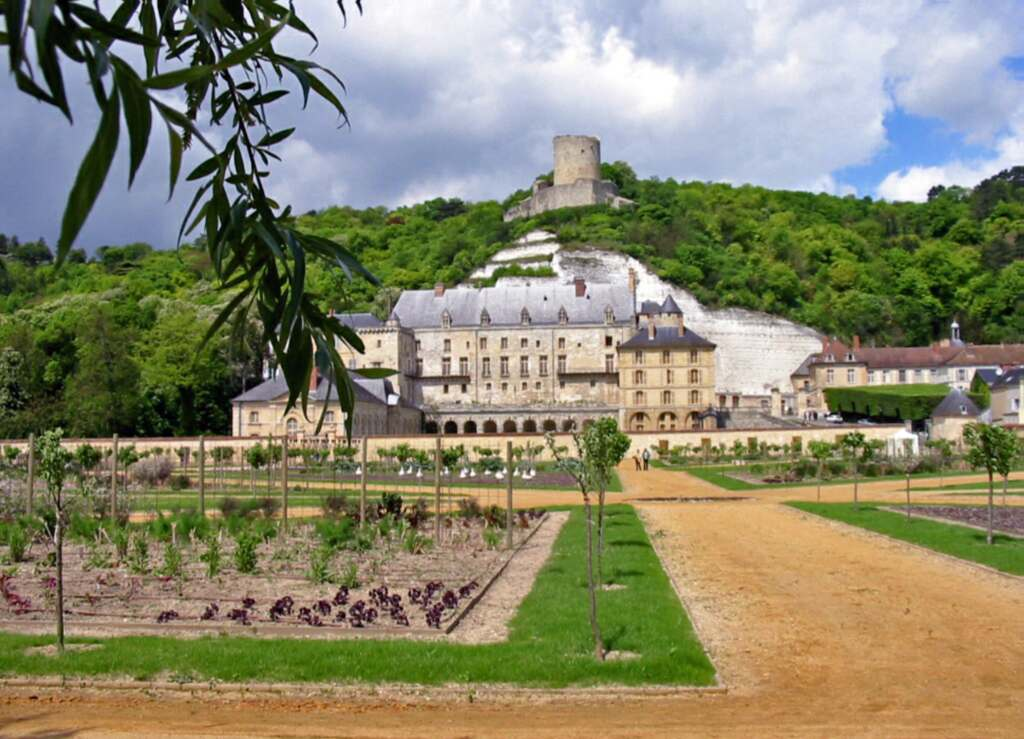
O jardim de hortaliças visto de sul, com o Château de la Roche-Guyon encimado pela torre de menagem ao fundo.

Uma nova etapa de desenvolvimento foi iniciada em 2008 para fazer do jardim um lugar de produção hortaliceira diversificada, assegurando uma distribuição dos produtos para os mercados locais e pelas estruturas associativas (AMAP), e proporcionar uma base pedagógica concreta nos domínios da ecologia e da biodiversidade.
O objectivo dos paisagistas é eliminar os fertilizantes e pesticidas e organizar o jardim em volta de quatro temas permitindo uma rotação das culturas:
- Culturas com fins comerciais, legumes anuais.
- Culturas com fins comerciais, legumes perenes, plantas aromáticas.
- Culturas agrícolas.
- Repouso da terra, pousio, fertilizante verde, composto, estrume.

O jardim esteve em obras e fechado ao público até à primavera de 2009.